# Belgisch rugbyteam (mannen)

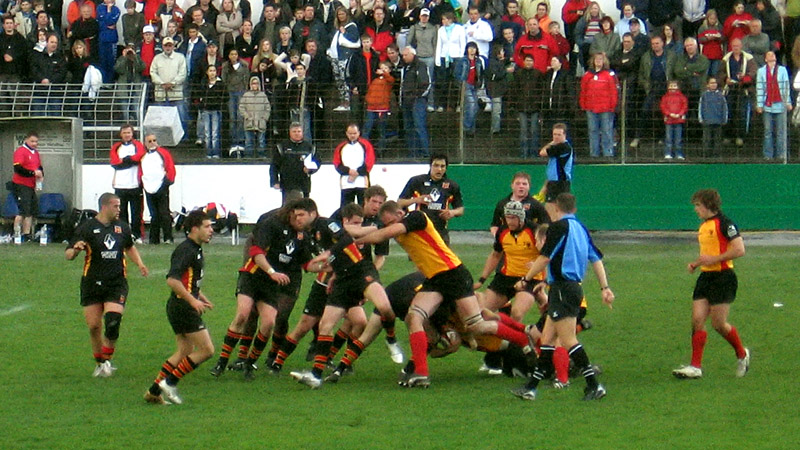
België speelt een rugbywedstrijd tegen Duitsland.

Het Belgisch rugbyteam is een ploeg van rugbyers die België vertegenwoordigt in internationale wedstrijden.

## Geschiedenis
De eerste wedstrijd van het nationale ploeg werd georganiseerd 13 maart 1932 en eindigde in een gelijkspel in Nederland, 6-6.
Vanaf 1932 speelden ze een jaarlijkse wedstrijd tegen Nederland. Ook na de Tweede Wereldoorlog speelde België vooral tegen Nederland, de meeste van deze wedstrijden wonnen ze. In de jaren 60 ging België steeds meer tegen andere landen spelen, zoals Spanje. Deze landen bleken een maatje te groot voor België. Vanaf de jaren 80 ging België veel meer wedstrijden spelen en ook tegen steeds meer verschillende tegenstanders uit Europa. Sedert de eeuwwisseling slaagden de Belgen erin gestaag te klimmen op de wereldranglijst. Tegenwoordig komt België uit in de hoogste afdeling van het Rugby Europe International Championships, het niveau net onder het Zeslandentoernooi.
België wist zich nog nooit te plaatsen voor het wereldkampioenschap rugby.
Jacques Rogge, de voormalige voorzitter van het IOC, was een speler van het Belgisch rugbyteam.

## Recente en geplande interlands
| Datum            | Locatie                     | Tegenstander     | Uitslag |
| ---------------- | --------------------------- | ---------------- | ------- |
| 1 februari 2025  | Lissabon, Portugal          | Portugal         | 40 - 30 |
| 8 februari 2025  | Bergen, België              | Roemenië         | 14 - 31 |
| 16 februari 2025 | Kassel, Duitsland           | Duitsland        | 19 - 39 |
| 1 maart 2025     | Waterloo, België            | Zwitserland      | 38 - 5  |
| 15 maart 2025    | Amsterdam, Nederland        | Nederland        | 10 - 31 |
| 5 juli 2025      | Charlotte, Verenigde Staten | Verenigde Staten | 36 - 17 |
| 12 juli 2025     | Edmonton, Canada            | Canada           | 18 - 25 |

Basketbal (mannen · vrouwen) · Basketbal 3x3 (mannen · vrouwen) · Cricket (mannen · vrouwen) · Curling (gemengd · gemengddubbel · mannen · vrouwen) · Handbal (mannen · vrouwen) · Hockey (mannen · vrouwen) · Honkbal (mannen) · IJshockey (mannen · vrouwen) · Korfbal (gemengd) · Rugby (mannen · vrouwen) · Softbal (mannen · vrouwen) · Strandvoetbal (mannen · vrouwen) · Tennis (mannen · vrouwen) · Touwtrekken (mannen · vrouwen) · Voetbal (mannen · vrouwen) · Volleybal (mannen · vrouwen) · Waterpolo (mannen · vrouwen) · Zaalhockey (mannen · vrouwen) · Zaalvoetbal (mannen · vrouwen)